# Oxalis knuthiana
Oxalis knuthiana är en harsyreväxtart som beskrevs av Salter. Oxalis knuthiana ingår i släktet oxalisar, och familjen harsyreväxter. Inga underarter finns listade i Catalogue of Life.